# Odostomia astricta
Odostomia astricta är en snäckart som beskrevs av Dall och Bartsch 1907. Odostomia astricta ingår i släktet Odostomia och familjen Pyramidellidae. Inga underarter finns listade i Catalogue of Life.